# Нік Грін
Нік Грін (4 жовтня 1967 , Мельбурн ) — австралійський веслувальник, дворазовий олімпійський чемпіон, чотириразовий чемпіон світу. З 1990 по 1998 рік він був членом видатного австралійського екіпажу світового класу - четвірки без весла, відомої як "Веслувальна четвірка". Нині - спортивний адміністратор, з 2014 року обіймає посаду виконавчого директора Асоціації "велосипедистів Австралії".

## Кар'єра веслувальника
Отримавши освіту в Ксав'єр коледжі в К'ю, Мельбурн, і в Мельбурнській середній школі, Грін брав участь у двох Олімпійських іграх - літніх Олімпійських іграх 1992 року і літніх Олімпійських іграх 1996 року, завоювавши на кожній з них золоті медалі в "веслувальній четвірці".

## Виступи на Олімпіадах
| Олімпіада      | Дисципліна | Місце |
| -------------- | ---------- | ----- |
| Барселона 1992 | четвірки   | 1     |
| Атланта 1996   | четвірки   | 1     |

## Зовнішні посилання
- Нік Грін — олімпійська статистика на сайті Sports-Reference.com (англ.) (архівна версія)
- Нік Грін на сайті Міжнародної федерації веслувального спорту